# Properzia de’ Rossi

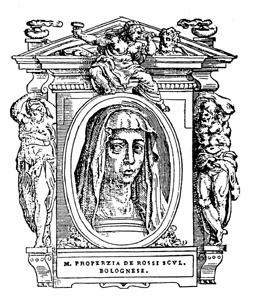
Retrat idealitzat de Properzia de’ Rossi en l'edició del 1568 de Le Vite de' più eccellenti pittori, scultori, e architettori, de Giorgio Vasari

Properzia de Rossi (1490 - Bolonya, 20 de febrer de 1530) va ser una escultora italiana del Renaixement.

## Biografia
Era filla d'un notari i va estudiar amb el mestre gravador bolonyès Marcantonio Raimondi, conegut avui dia pels seus gravats de les pintures de Rafael.
Ben aviat en la seua carrera, Properzia va adquirir fama per les seues complexes i petites escultures fetes en pinyols de fruita, com ara albercocs, préssecs i cireres. Els temes d'aquestes petites escultures eren sovint religiosos —una de les més famoses va ser una crucifixió feta en un pinyol de préssec.
Pròxima a complir la trentena, Rossi va començar a treballar a gran escala. Els seues retrats en bust de marbre d'aquest període li van proporcionar reconeixement i nombrosos encàrrecs, incloent-hi un programa decoratiu per a l'altar de Santa Maria del Baraccano, a Bolonya. També va guanyar un concurs per fer una escultura per a la façana oest de San Petronio, a Bolonya. Es troba documentat que se li va pagar per tres sibil·les, dos àngels i un parell de baixos relleus, un d'aquests sobre el tema de Josep i l'esposa de Putifar. En l'escena, Josep aconsegueix fugir de la muller d'un oficial egipci. Rossi hi empra hàbilment els drapats per a il·lustrar la tensió d'aquesta dinàmica escena.

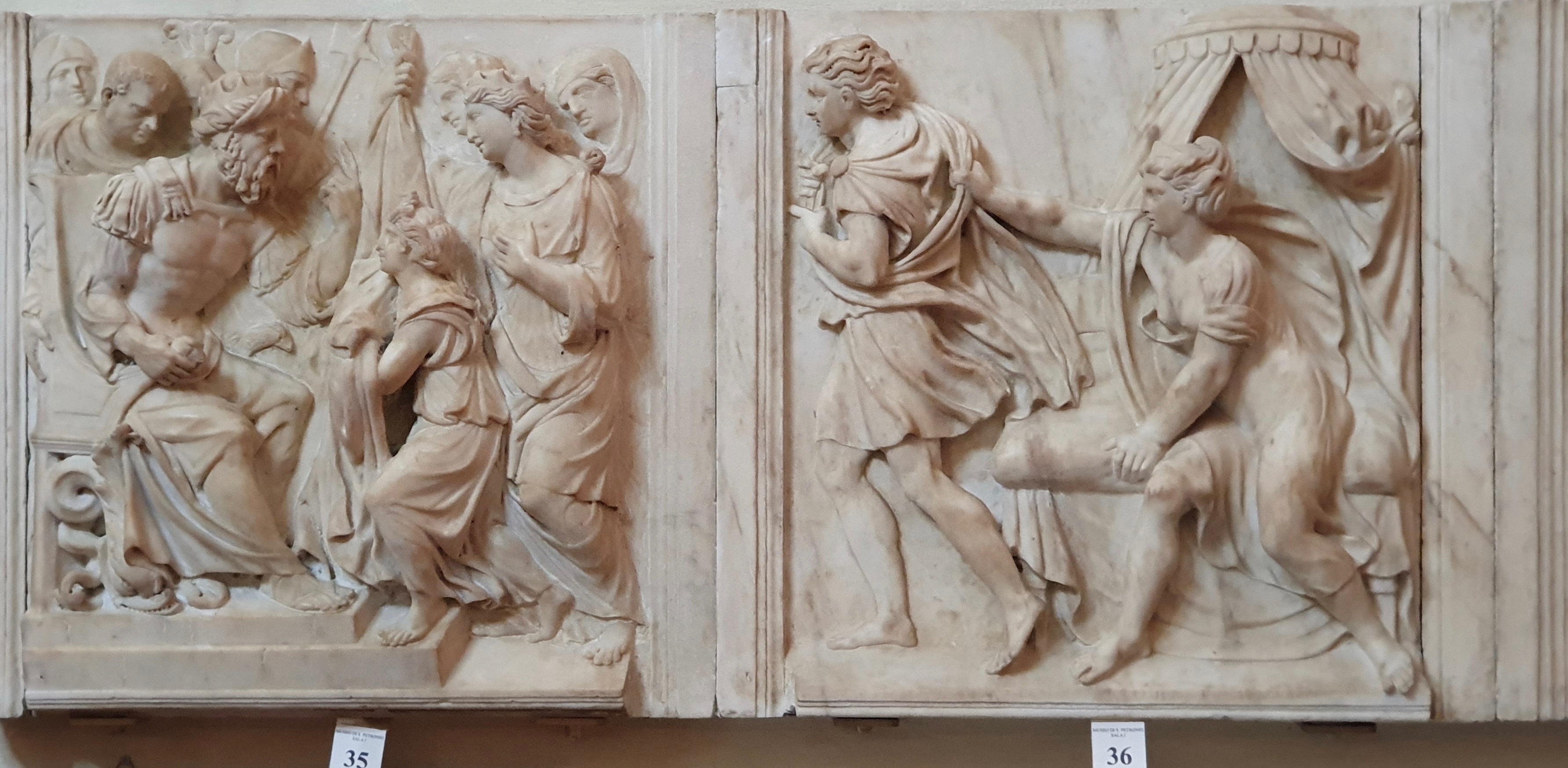
Històries de Josep, Museu de la Basílica de Sant Petroni

Tot i que va obtenir nombrosos encàrrecs durant la seua vida, va morir abans de complir quaranta anys, en la misèria i sense parents ni amics.
Va ser una de les aproximadament 30 dones artistes, principalment pintores, del Renaixement italià. Les dones escultores hi eren una rara avis. Giorgio Vasari va incloure la biografia de Properzia en la seua famosa obra sobre biografies d'artistes Le Vite de' più eccellenti pittori, scultori, e architettori. No obstant això, els seus comentaris sobre Properzia de vegades són pejoratius. Per exemple, mentre considera "miraculoses" les seues escultures sobre pinyols de fruites, també assevera, probablement per error, que el retrat de l'esposa de Putifar en el baix relleu al·ludit adés, era un autoretrat. També assegura que Rossi va professar un amor no correspost per Anton Galeazzo Malvasia, un jove de la noblesa, i que el baix relleu esmentat il·lustrava el refús d'aquest pel seu amor. Aquesta afirmació de Vasari es trobava fundada probablement en una contalla apòcrifa, però la seua inclusió en la biografia de l'artista demostra la creença renaixentista en un suposat caràcter dèbil de la dona. Vasari va emprar el baix relleu de Properzia com a exemple de com les dones, fins i tot les millors dotades, no eren capaces de fugir de la seua "naturalesa femenina".